# Lămâie (geometrie)
În geometrie o lămâie este o formă geometrică care este construită prin suprafața de revoluție a unui arc de cerc de unghi mai mic decât jumătate dintr-un cerc complet, rotit în jurul unei axe care trece prin punctele de capăt ale arcului. Suprafața de revoluție a arcului complementar al aceluiași cerc, prin aceeași axă, se numește măr.

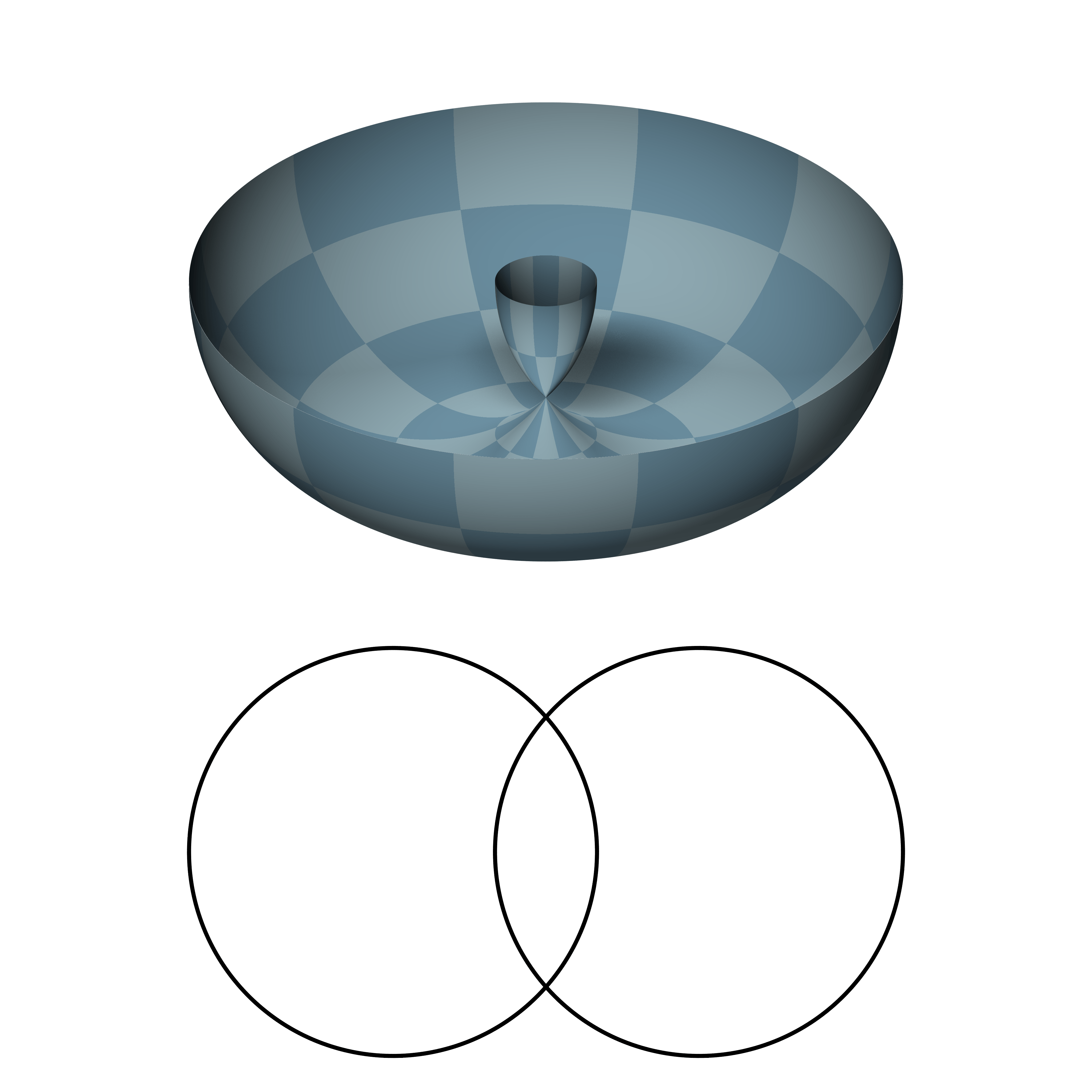
Jumătate dintr-un tor care se autointersectează

Mărul și lămâia formează împreună un tor autointersectat. Lămâia formează o mulțime convexă, în timp ce mărul din jur este neconvex.

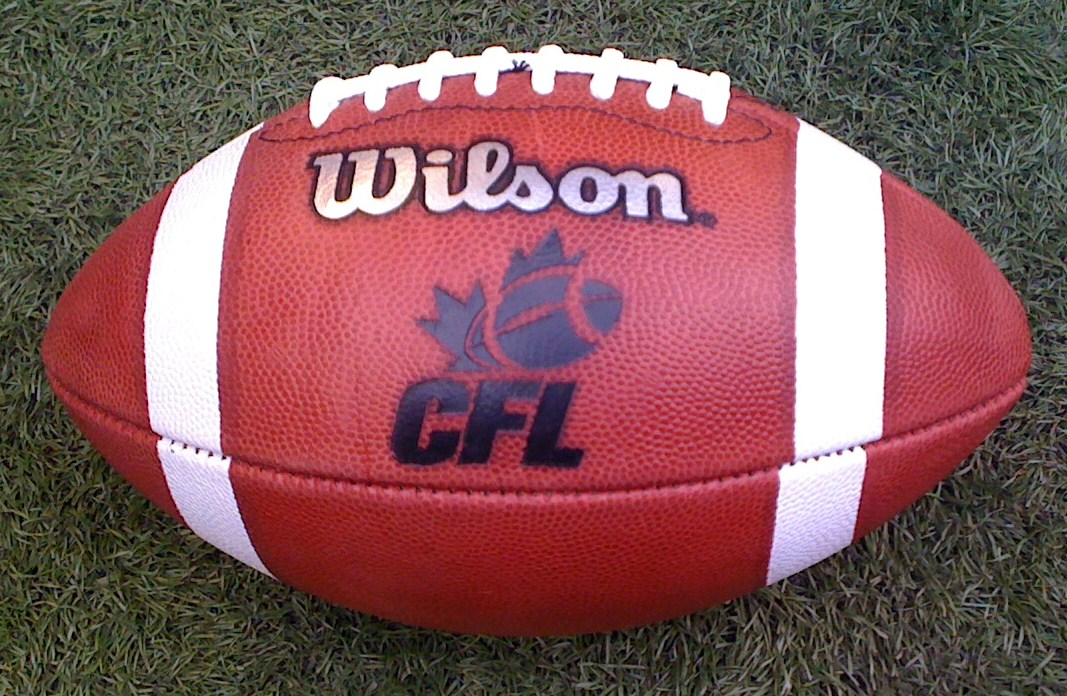
Minge de fotbal american

Mingea din fotbalul american are o formă asemănătoare unei lămâi geometrice.

## Arie și volum
Lămâia este generată prin rotirea unui arc de rază {\displaystyle R} și jumătate de unghi {\displaystyle \phi _{m},} mai mic decât {\displaystyle \pi /2,} în jurul coardei sale. {\displaystyle \phi } este latitudinea, așa cum este folosită în geofizică. Aria sa este dată de
{\displaystyle A=2\pi R^{2}\int _{-\phi _{m}}^{\phi _{m}}(\cos \phi -\cos \phi _{m})d\phi }
Volumul său este dat de 
{\displaystyle V=\pi R^{3}\int _{-\phi _{m}}^{\phi _{m}}(\cos \phi -\cos \phi _{m})^{2}\cos \phi d\phi }
Aceste integrale pot fi calculate analitic, obținându-se
{\displaystyle A=4\pi R^{2}(\sin \phi _{m}-\phi _{m}\cos \phi _{m})}
{\displaystyle V={\tfrac {4}{3}}\pi R^{3}\left[\sin ^{3}\phi _{m}-{\tfrac {3}{4}}\cos \phi _{m}(2\phi _{m}-\sin 2\phi _{m})\right]}
Mărul este generat prin rotația unui arc a cărei jumătăți de unghi, {\displaystyle \phi _{m},} este mai mare decât {\displaystyle \pi /2} în jurul coardei sale. Ecuațiile de mai sus sunt valabile atât pentru lămâie, cât și pentru măr.